# Калберсон, Уильям Луис
Уи́льям Лу́ис Ка́лберсон (англ. William Louis Culberson, 1929—2003) — американский лихенолог, один из самых влиятельных и авторитетных лихенологов XX века.

## Биография
Уильям Луис Калберсон родился в Индианаполисе 5 апреля 1929 года. Знал французский и немецкий языки, владел латынью. Учился в Университете Цинциннати, в 1951 году окончил его. Под влиянием Эммы Люси Браун и Маргарет Ханны Фулфорд решил изучать лихенологию. Степень магистра получал в Парижском университете, защитил диссертацию по фитогеографии Enterographa crassa. По возвращении в США начал работу над диссертацией на соискание степени доктора философии в Висконсинском университете под руководством Джона Уильяма Томпсона и Джона Томаса Кёртиса. В Висконсинском университете Калберсон познакомился с Мейсоном Хейлом, на всю жизнь ставшим его другом, а также с Чиситой, в 1953 году женился на ней. Примечательно, что после отъезда Мейсона и Беатрис Хейлов из Мэдисона в их квартире поселились Уильям и Чисита Калберсоны.
В 1954 году получил степень доктора философии, после чего некоторое время работал в Лаборатории Фарлоу Гарвардского университета с Айваном Маккензи Лэмбом.
С 1955 года Калберсон работал инструктором в Университете Дьюка. Он существенно расширил практически не существовавший гербарий лишайников университета, в том числе за счёт приобретения гербариев Жюльена Армана и Йохана Хавоса из Европы. В 1984 году Уильям Луис стал профессором Университета Дьюка, работал в этой должности до 1995 года.
В 1972—1974 Калберсон работал в редакции журнала Brittonia (в 1975 — главный редактор), в 1972—1976 — Madroño, в 1977—1979 — American Journal of Botany, с 1972 — Cryptogamie. Bryologie et Lichenologie, с 1989 — Cryptogamic Botany. В 1962—1970 он был главным редактором The Bryologist, в 1976—1977 — Systematic Botany. В 1992 году Уильям Луис Калберсон и Чисита Фрэнсис Калберсон были удостоены медалей Ахариуса Международной ассоциации по лихенологии.
8 февраля 2003 года Уильям Луис Калберсон скончался.

## Некоторые публикации
Уильям Луис Калберсон — автор 117 публикаций. Некоторые из них:
- Culberson, W.L.; Culberson, C.F. The lichen genera Cetrelia and Platismatia (Parmeliaceae) (англ.) // Contributions to the US National Herbarium : journal. — 1968. — Vol. 34. — P. 449—558.
- Culberson, W.L.; Culberson, C.F. A phylogenetic view of of chemical evolution in the lichens (англ.) // The Bryologist[англ.] : journal. — 1970. — Vol. 73. — P. 1—31.

## Роды, названные в честь У. Калберсона
- Culbersonia Essl., 2000